# Bahamasair
Bahamasair Holdings Limited là một hãng hàng không có trụ sở chính tại Nassau. Đây là hãng hàng không quốc gia của Bahamas. Hãng khai thác các dịch vụ theo lịch trình tới 32 điểm đến trong nước, khu vực Caribe và Hoa Kỳ từ căn cứ của hãng tại Sân bay quốc tế Lynden Pindling.

## Lịch sử

### Những năm đầu
Bahamasair được thành lập bởi Chính phủ Bahamas và bắt đầu hoạt động vào ngày 17 tháng 6 năm 1973. Chuyến bay đầu tiên của hãng là đến Đảo Andros và chuyến thứ hai đến Freeport,  Grand Bahama. Chính phủ Bahamas đã mua 51% cổ phần của OIA    (Out Island Airways) và trở thành cổ đông chính và chủ sở hữu một phần. Các chủ sở hữu khác là Edward Albury, Gil Hensler và Sherlock Hackley với 49%. Vài năm sau, Chính phủ đã mua cổ phần của Gil Hensler và Sherlock Hackley. 
Ban đầu Bahamasair gặp phải những khó khăn, bao gồm cơ sở vật chất bảo trì kém, điều kiện kinh tế và cấu trúc công ty. Những yếu tố đó đã khiến công chúng mất lòng tin vào hãng. Dù vậy, hãng cũng đã bắt đầu nâng cấp. Đầu tiên là đội bay. Hãng đã nhập chiếc máy bay phản lực động cơ đôi BAC One-Eleven mới bao gồm mẫu series 500 kéo dài, tiếp theo là một chiếc Boeing 737-200 hoàn toàn mới. Thứ hai là tuyến bay. Vào năm 1973, hãng đã mở tuyến đầu tiên đến Mỹ, từ Nassau đến Tampa, Florida.
Cũng trong năm 1973, dự đoán của chính phủ về việc một số hãng hàng không ngừng dịch vụ đến Nassau đã trở thành hiện thực, khi hãng hàng không Hoa Kỳ Pan American World Airways cũng như các hãng hàng không khác quyết định ngừng hoạt động đến Bahamas. Điều này cho phép Bahamasair chiếm được một phần đáng kể của thị trường vận tải hàng không theo lịch trình Bahamas.
Trong phần còn lại của những năm 1970, Bahamasair tiếp tục bổ sung các chuyến bay đến các thành phố khác ở Florida và trong nước, sự hiện diện của hãng hàng không này cũng tăng lên nhanh chóng. Theo Official Airline Guide (OAG), ngày 1 tháng 2 năm 1976, các chuyến bay nội địa đã được khai thác bằng động cơ cánh quạt đẩy Fairchild Hiller FH-227 và STOL của Havilland Canada DHC-6 Twin Otter cũng với một chiếc máy bay Douglas DC-3. OAG này cũng liệt kê bốn chuyến bay khứ hồi hàng ngày giữa Nassau và Freeport do Bahamasair khai thác với máy bay phản lực đôi BAC One-Eleven.

### Những năm 1980
Trong những năm đầu thập niên 1980, Bahamasair đã không thành công khi cố gắng mở rộng sang Đông Bắc Hoa Kỳ, mở các chuyến bay đến Philadelphia, Washington, DC và Newark, New Jersey. Nhưng vào năm 1989, các giám đốc của hãng quyết định rằng những đường bay đó không có lãi và loại chúng khỏi lịch trình của hãng.  Cũng trong năm 1989, chiếc đầu tiên trong số hai chiếc Boeing 727-200 được đưa vào đội bay. Đó cũng là năm mà trang phục mới của phi công và nhân viên được giới thiệu.  Tuy nhiên, những chiếc Boeing 727 không thể phục vụ lâu dài vì những vấn đề về chính trị, từ đó khiến công ty mất một khoản tiền lớn vào cuối những năm 1980 và đầu những năm 1990.

### Những năm 1990
Vào năm 1991, máy bay phản lực cánh quạt de Havilland Dash 8 được mua để thay thế toàn bộ đội máy bay phản lực và những chiếc Boeing 737-200 cũng đã được đưa ra khỏi biên chế. Theo OAG, ngày 15 tháng 9 năm 1994, hầu hết các chuyến bay đều được vận hành bằng máy bay cánh quạt Dash 8 mặc dù máy bay phản lực cánh quạt Short 360 và máy bay đẩy Cessna 402 cũng đang được khai thác theo lịch trình. Dash 8 lúc đó đang được bay trên tất cả các dịch vụ theo lịch trình giữa Bahamas và Florida. Năm 1997, những chiếc Boeing 737 quay trở lại hoạt động vì các tuyến đường quan trọng đảm bảo khả năng chuyên chở hàng hóa và hành khách của những chiếc máy bay phản lực. Chiếc 737-200 được triển khai đến Fort Lauderdale, Miami và Orlando cũng như một tuyến nội địa, là Nassau - Freeport. 

### Những năm 2000
Vào tháng 11 năm 2011, chính phủ đã thảo luận về kế hoạch thay thế những chiếc Boeing 737-200 của Bahamasair bằng những chiếc máy bay tiết kiệm nhiên liệu và hiệu quả hơn. Tuy nhiên, người ta nói rằng những chiếc Boeing 737-500 đã qua sử dụng có thể thay thế cho đội máy bay phản lực hiện tại.  Năm 2012, Bahamasair xác nhận họ sẽ nhận hai chiếc Boeing 737-500 với sức chứa 120 hành khách hạng phổ thông. Chiếc đầu tiên được giao vào ngày 30 tháng 3 năm 2012 và được đưa vào phục vụ vào tháng 4 năm 2012. Chiếc 737-500 thứ hai được giao vào ngày 21 tháng 6 năm 2012. Bahamasair cho nghỉ hưu hai chiếc Boeing 737-200 cuối cùng của mình vào tháng 9 năm 2012 và nhận chiếc Boeing 737-500 thứ ba trong Tháng 3 năm 2014.
Vào tháng 5 năm 2015, có thông tin cho rằng hãng hàng không bị thua lỗ khi đang trong giai đoạn tái cơ cấu để có lãi theo khuyến cáo của chính phủ. Điều này bao gồm các thỏa thuận liên minh mới cũng như kế hoạch đổi mới đội tàu cũ.  Ngay sau đó, Bahamasair đã đặt hàng 5 máy bay ATR 42 và ATR 72 mới để thay thế tất cả các máy bay Bombardier Dash 8 của mình. Hãng đã nhận chiếc ATR 72–600 đầu tiên vào ngày 27 tháng 11 năm 2015. 

## Điểm đến
| Quốc gia                 | Thành phố          | IATA | ICAO | Sân bay                                     | Ghi chú      |
| ------------------------ | ------------------ | ---- | ---- | ------------------------------------------- | ------------ |
| Bahamas                  | Colonel Hill       | CRI  | MYCI | Sân bay Colonel Hill                        |              |
| Bahamas                  | Long Island        | LGI  | MYLD | Sân bay Deadman's Cay                       |              |
| Bahamas                  | Freeport           | FPO  | MYGF | Sân bay quốc tế Grand Bahama                |              |
| Bahamas                  | Great Exuma        | GGT  | MYEF | Sân bay quốc tế Exuma                       |              |
| Bahamas                  | Governor's Harbour | GHB  | MYEM | Sân bay Governor's Harbour                  |              |
| Bahamas                  | Marsh Harbour      | MHH  | MYAM | Sân bay Marsh Harbour                       |              |
| Bahamas                  | Matthew Town       | IGA  | MYIG | Sân bay Inagua                              |              |
| Bahamas                  | Mayaguana          | MYG  | MYMM | Sân bay Mayaguana                           |              |
| Bahamas                  | Nassau             | NAS  | MYNN | Sân bay quốc tế Lynden Pindling             | Trụ sở chính |
| Bahamas                  | North Eleuthera    | ELH  | MYEH | Sân bay North Eleuthera                     |              |
| Bahamas                  | Rock Sound         | RSD  | MYER | Sân bay quốc tế Rock Sound                  |              |
| Bahamas                  | San Salvador       | ZSA  | MYSM | Sân bay San Salvador                        |              |
| Bahamas                  | Spring Point       | AXP  | MYAP | Sân bay Spring Point                        |              |
| Bahamas                  | Treasure Cay       | TCB  | MYAT | Sân bay Treasure Cay                        |              |
| Cuba                     | Havana             | HAV  | MUHA | Sân bay quốc tế José Martí                  |              |
| Cuba                     | Holguín            | HOG  | MUHG | Sân bay Frank País                          |              |
| Haiti                    | Port-au-Prince     | PAP  | MTPP | Sân bay quốc tế Toussaint Louverture        |              |
| Haiti                    | Cap-Haïtien        | CAP  | MTCH | Sân bay quốc tế Cap-Haïtien                 |              |
| Hoa Kỳ                   | Fort Lauderdale    | FLL  | KFLL | Sân bay quốc tế Fort Lauderdale – Hollywood |              |
| Hoa Kỳ                   | Miami              | MIA  | KMIA | Sân bay quốc tế Miami                       |              |
| Hoa Kỳ                   | Orlando            | MCO  | KMCO | Sân bay quốc tế Orlando                     |              |
| Hoa Kỳ                   | Palm Beach         | PBI  | KPBI | Sân bay quốc tế Palm Beach                  |              |
| Hoa Kỳ                   | Houston            | IAH  | KIAH | Sân bay liên lục địa George Bush            | Bị cấm       |
| Quần đảo Turks và Caicos | Providenciales     | PLS  | MBPV | Sân bay quốc tế Providenciales              |              |

## Đội bay

### Đội bay hiện tại
Tính đến tháng 11 năm 2021, Bahamasair có các loại máy bay sau:
| Máy bay        | Đang hoạt động | Đặt hàng | Số hành khách | Ghi chú |
| -------------- | -------------- | -------- | ------------- | ------- |
| ATR 42-600     | 3              | 1        | 50            |         |
| ATR 72-600     | 2              | 1        | 70            |         |
| Boeing 737-500 | 1              | -        | 120           |         |
| Boeing 737-700 | 2              | -        | 138           |         |
| Tổng cộng      | 8              | 2        |               |         |

### Đội bay cũ
| Máy bay                              | Tổng cộng | Ghi chú |
| ------------------------------------ | --------- | --- |
| Airbus A320-200                      | 1         | |
| BAC One-Eleven                       | 4         | |
| Boeing 727-200                       | 2         | |
| Boeing 737-200                       | 17        | |
| Boeing 737-300                       | 1         | |
| Boeing 737-400                       | 1         | |
| Bombardier Dash 8-300                | 7         | 5 chiếc được thay thế bởi ATR / 1 chiếc bị loại khỏi đội bay / 1 chiếc bị hư hỏng nặng, không thể sữa chữa. |
| de Havilland Canada DHC-6 Twin Otter | 3         | |
| Fairchild Hiller FH-227              | 4         | |
| Hawker Siddeley HS 748               | 4         | |
| Short 330                            | 1         | Chở hàng.                                                                                                   |
| Short 360                            | 2         | |
| Aero Commander 500S Shrike Commander | 4         | |
| Cessna 402C                          | 3         | |